# مايك أشلي
مايك أشلي (بالإنجليزية: Mike Ashley)‏ (و. 1948  م) هو ببليوجرافي ‏، ومؤلف، وكاتب خيال علمي بريطاني، ولد في المملكة المتحدة.

## جوائز وترشيحات
حصل على جوائز منها:
جوائز
- Pilgrim Award [الإنجليزية]‏ (2002)
- جائزة إدغار

ترشيحات
- جائزة هوغو لأفضل الأعمال ذات الصلة (2006)

ترشح لـ:
جائزة هوغو لأفضل الأعمال ذات الصلة (2006).